# Prinz-Mohamed-bin-Fahd-Stadion
Das Prinz-Mohamed-bin-Fahd-Stadion ist ein Fußballstadion mit Leichtathletikanlage in der saudi-arabischen Stadt Dammam, Hauptstadt der Provinz asch-Scharqiyya. Es ist die Heimspielstätte des Fußballvereins al-Ettifaq. Die 1973 eröffnete Anlage, an der Omar bin al-Khatab Street, bietet Platz für 35.000 Besucher. Benannt ist es nach Mohammed bin Fahd Al Saud, dem Gouverneur der Provinz asch-Scharqiyya von 1995 bis 2013.
Das Prinz-Mohamed-bin-Fahd-Stadion ist nach einer Renovierung ein möglicher Spielort der Fußball-Asienmeisterschaft 2027.

## Galerie

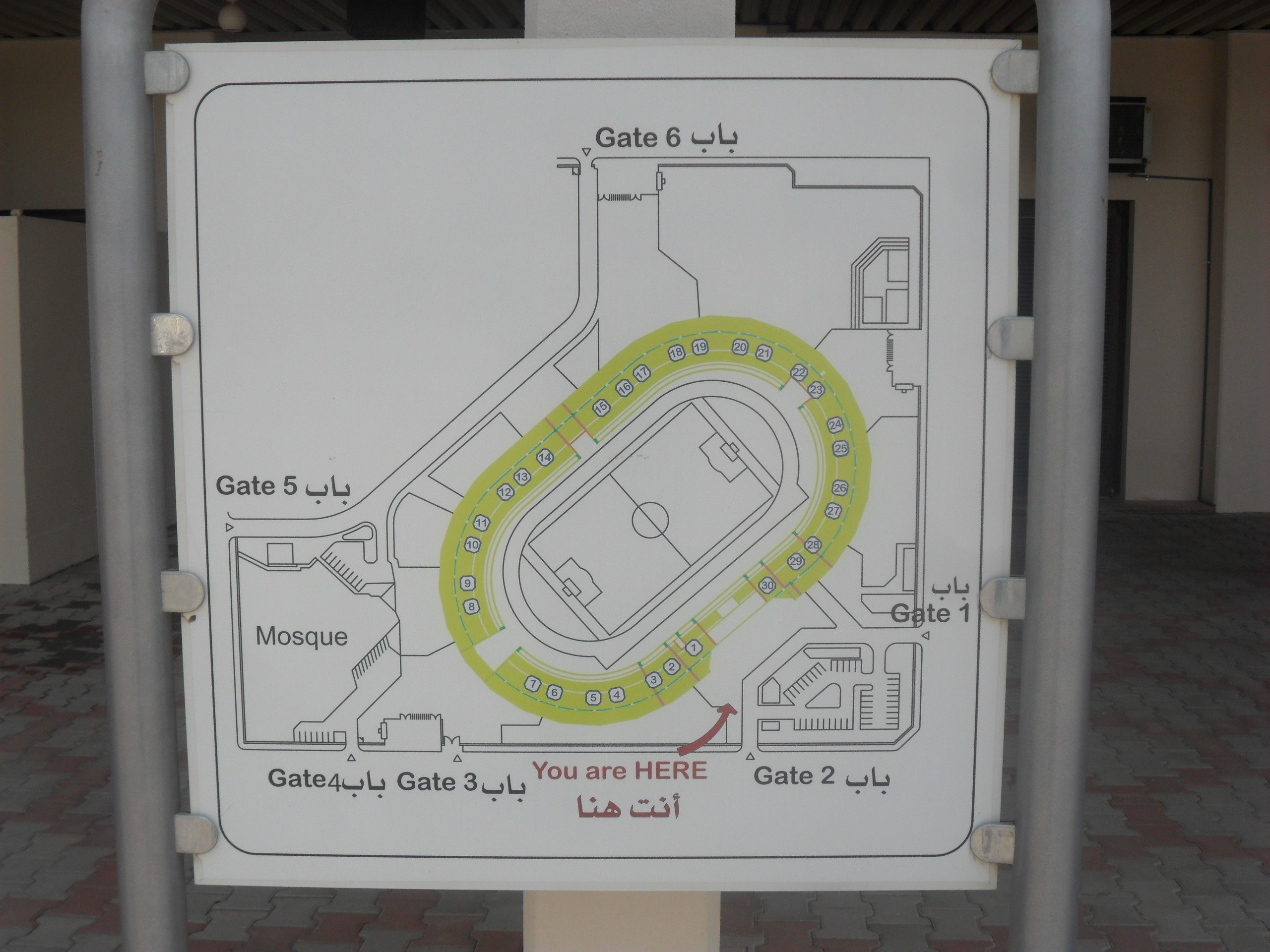
Stadionplan (2014)